# 오스트레일리아 대 아메리칸사모아 (2002년 FIFA 월드컵 예선)
오스트레일리아 대 아메리칸사모아는 오스트레일리아와 아메리칸사모아 간의 2002년 FIFA 월드컵 오세아니아 지역 예선 경기이다. 2001년 4월 11일 오스트레일리아 코프스하버 국제 스타디움에서 치러졌으며, 이 경기로 오스트레일리아는 국제 경기에서 한 경기당 최다 골을 기록하여 세계 기록을 수립하였다. 또한 아치 톰프슨은 한 경기 개인 최다 득점 기록을 13골로 경신하였다. 또한 데이비드 즈드릴리치는 8골을 기록하며 두 번째로 많은 골을 기록하였다.
경기 결과는 지역 예선 방식에 대한 논란을 불러일으켰고, 오스트레일리아의 감독인 프랭크 퍼리나는 공평한 경기를 위한 경기 방식의 개정을 주장하였다. 결국 이로 인해 2006년 FIFA 월드컵 오세아니아 지역 예선에서는 새로운 예선전 형식을 도입하게 된다. 또한 이 영향으로 2006년 오스트레일리아는 아시아 축구 연맹으로 소속을 옮기게 된다.

## 배경
오세아니아는 1966년 FIFA 월드컵에서 첫 예선 경기를 치렀다. 당시에는 아시아와 함께 0.25장의 티켓을 놓고 경기를 했으며, 오세아니아의 단독 예선 경기는 1986년에 이르러 처음으로 시작되었다. 2002년 FIFA 월드컵 오세아니아 지역 예선에는 총 10개 국가가 참가했으며, 각각 다섯 팀씩 두 그룹으로 나뉘어 로빈 라운드 형식으로 이루어졌다. 각 예선에서 승리한 두 팀은 최종 라운드에서 홈 앤드 어웨이 방식으로 경기를 진행하여 대륙간 플레이오프에 진출할 팀을 선정하였다. 당시 오스트레일리아와 아메리칸 사모아는 피지, 사모아, 통가와 함께 1조에 배정되어 2001년 4월 한 달간 코프스하버에서 예선 경기를 벌였다.
오스트레일리아와 뉴질랜드는 당시 오세아니아 지역에서 몇 안되는 강팀이었다. 두 나라 모두 OFC 네이션스컵에서 우승을 경험한 국가이자 월드컵 본선 진출을 경험한 국가였기 때문이었다. 아메리칸사모아는 최약체 축구 팀 중 하나로, 1998년 FIFA에 가입한 이후 국제 경기에서 단 한 번도 승리한 적이 없었다. 경기 이전 오스트레일리아는 FIFA 랭킹 75위인 반면, 아메리칸사모아는 203개국 중 203위에 머물렀다.
경기 이틀 전 오스트레일리아는 통가와의 경기에서 22-0으로 승리하여, 2000년 AFC 아시안컵 예선에서 쿠웨이트가 부탄을 상대로 20-0으로 승리한 기록을 넘어 세계 기록을 이미 한 번 경신한 상태였다. 아메리칸사모아는 앞서 열린 예선 경기에서 피지에게 13-0, 사모아에게 8-0으로 두 번 패배하였다.

## 경기 요약

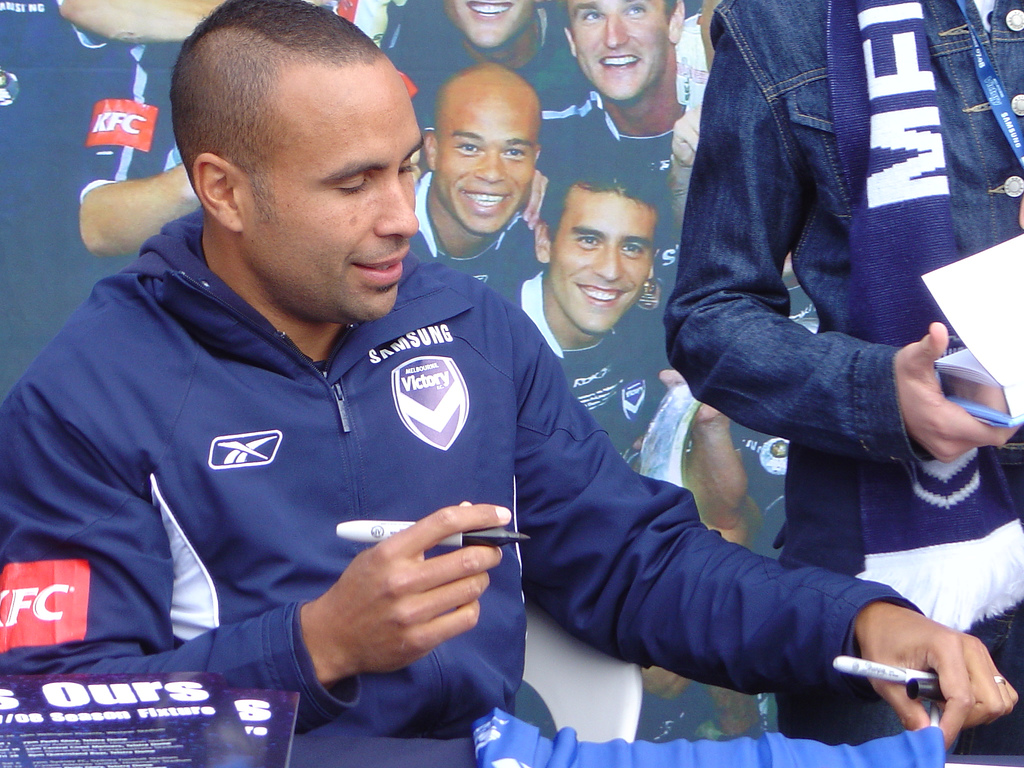
오스트레일리아의 아치 톰프슨은 이 경기에서 13골을 기록하였다.

오스트레일리아는 주전 선수들의 휴식을 위하여 출전 경험이 적은 선수들로 팀을 구성하였다. 22-0을 기록한 통가와의 경기에서 가장 많은 골을 낸 스트라이커 존 알로이지와 데이미언 모리 또한 경기에 참가하지 않았다. 아메리칸사모아는 비자 문제가 생겨 20명으로 구성된 성인 팀 중 골키퍼 니키 살라푸만이 경기에 출전할 수 있었다. 게다가 경기가 고등학교 시험 기간과 겹쳐 20세 이하 선수들을 소집할 수도 없었다. 때문에 아메리칸사모아는 평균 나이 18살의 임시 팀을 구성하게 된다. 당시 팀에는 15살 학생 3명이 포함되어 있었다. 감독이자 아메리칸사모아 축구 연맹 부회장이었던 토니 랭킬드(Tony Langkilde)는 아메리칸사모아의 일부 선수들은 이전에 필드에서 90분을 제대로 뛰어본 적도 없었다고 밝혔다.
경기 후 10분이 되던 때, 오스트레일리아의 콘 부치아니스는 코너킥으로 첫 골을 넣었다. 아치 톰프슨은 12분에 골을 처음 넣었고, 스트라이크 파트너인 데이비드 즈드릴리치 또한 이내 골을 넣었다. 토니 포포비치는 17분과 19분에 연속으로 두 골을 넣었고, 즈드릴리치는 25분에 해트트릭을 성공하여 스코어를 9-0으로 만들었다. 그 후 톰프슨은 추가 7골 중 6골을 넣으면서 전반전은 16-0으로 끝났다.
후반전에서는 5분에 부치아니스가 첫 골을 터뜨렸다. 톰프슨과 즈드릴리치는 각각 5골과 4골을 후반에서 더 넣으며 총 13골과 8골을 기록하였다. 부치아니스는 총 3골, 포포비치와 아우렐리오 비드마, 사이먼 콜로시모는 2골, 교체 선수로 투입된 파우스토 데 아미치스는 1골로 경기를 마쳤다. 후반 41분에서는 아메리칸사모아의 패티 피지아이가 오스트레일리아의 골대를 향해 공격을 했지만 골키퍼 마이클 페트코비치가 골을 막아냈다. 이 공격은 아메리칸사모아의 처음이자 마지막 공격이었다.
경기 종료 후 점수판에서는 점수가 32-0으로 기재되어 있었다. 이는 너무 많은 골이 발생한 까닭에 집계에 착오가 생겼기 때문이었다. 재집계 이후 톰프슨이 14골이 정정되어 13골로 인정되었고, 공식 점수는 31-0으로 결정되었다. 경기 이후 FIFA에서는 기록을 확인한 후 점수에 이상이 없다고 발표한다.

### 상세
| 오스트레일리아 | 31–0   | 아메리칸사모아 |
| --- | ------ | -------------- |
| 부치아니스 10′, 50′, 84′ · 톰프슨 12′, 23′, 27′, 29′, 33′ · 37′, 42′, 45′, 56′, 60′ · 65′, 85′, 88′ · 즈드릴리치 13′, 21′, 25′, 33′, 58′ · 66′, 78′, 89′ · A. 비드마 14′, 80′ · 포포비치 17′, 19′ · 콜로시모 51′, 81′ · 아미치스 55′ | 리포트 |                |

| 오스트레일리아 | 아메리칸사모아 |

| GK            | 1  | 마이클 페트코비치    |  |     |
| DF            | 2  | 케빈 머스캣 (주장)   |  |     |
| DF            | 3  | 크레이그 무어        |  |     |
| DF            | 4  | 토니 포포비치        |  | 45′ |
| DF            | 5  | 토니 비드마          |  | 45′ |
| MF            | 7  | 아우렐리오 비드마    |  |     |
| FW            | 11 | 데이비드 즈드릴리치  |  |     |
| MF            | 12 | 스티브 호르바트      |  |     |
| MF            | 13 | 콘 부치아니스        |  |     |
| MF            | 14 | 사이먼 콜로시모      |  |     |
| FW            | 20 | 아치 톰프슨          |  |     |
| 교체 선수:    |    |                      |  |     |
| DF            | 15 | 파우스토 데 아미치스 |  | 45′ |
| DF            | 17 | 스콧 밀러            |  | 45′ |
| 감독:         |    |                      |  |     |
| 프랭크 퍼리나 |    |                      |  |     |

| GK          | 1  | 니키 살라푸       |  |     |
| DF          | 4  | 리시 레우투투     |  | 50′ |
| DF          | 5  | 소 퍼리마우아     |  |     |
| DF          | 7  | 라파루 파투       |  |     |
| DF          | 8  | 술리포우 파로우아 |  |     |
| DF          | 9  | 트래비스 시나파티 |  |     |
| MF          | 13 | 샘 뮬리폴라       |  |     |
| MF          | 15 | 패티 피지아이     |  |     |
| FW          | 16 | 벤 팔라니코       |  | 84′ |
| GK          | 18 | 티아오아리 세비어 |  |     |
| MF          | 20 | 임민 영           |  |     |
| 교체 선수:  |    |                   |  |     |
| FW          | 17 | 대럴 이오아네     |  | 84′ |
| MF          | 19 | 리처드 마리코     |  | 50′ |
| 감독:       |    |                   |  |     |
| 투노아 루이 |    |                   |  |     |

| 부심: 데이비드 사우 (솔로몬 제도) 미카엘 앙곳 (타히티) 대기심: 데릭 러그 (뉴질랜드) |

## 기록
오스트레일리아는 31-0이라는 점수로 국제 경기 역사상 최다 골을 만들었다. 그 이전 기록은 오스트레일리아가 이틀 전 같은 예선전에서 통가를 상대로 22-0으로 이긴 것이었다. 2002년 월드컵 이전의 기록은 2000년 AFC 아시안컵 예선에서 쿠웨이트가 부탄을 20-0으로 승리한 것이었다. FIFA 월드컵 예선 내에서는 이란이 괌에게 19-0의 승리를 기록한 적이 있었다.
팀 경기 뿐만 아니라 개인 기록도 쏟아졌다. 경기 이전 국제 경기에 두 번 출전하여 한 골을 넣어본 아치 톰프슨은 이번 경기에서 13골을 넣으며 국제 경기 개인 최다골 기록을 세웠다. 데이비드 즈드릴리치는 8골을 기록하여 톰프슨의 뒤를 이어 두 번째로 많은 골을 기록했다. 사실 이 기록은 1908년 하계 올림픽 덴마크의 소푸스 닐센과 1912년 하계 올림픽에서 독일의 고트프리트 푸흐스가 기록한 10골에 미치지 못하는 기록이지만, 최근 90년 사이에는 두 번째로 많은 골로 회자되고 있다. 톰프슨 역시 1885년 스코틀랜드 컵 토너먼트에서 존 피트리가 기록한 13골과 동일한 기록을 세웠다. 월드컵 예선전 내에서는 1982년 FIFA 월드컵 아시아·오세아니아 지역 예선에서 오스트레일리아의 게리 콜이 피지를 상대로 기록한 7골과 이란의 카림 바게리가 1998년 FIFA 월드컵 아시아 지역 예선에서 몰디브를 상대로 기록한 7골이 있다.

## 반응

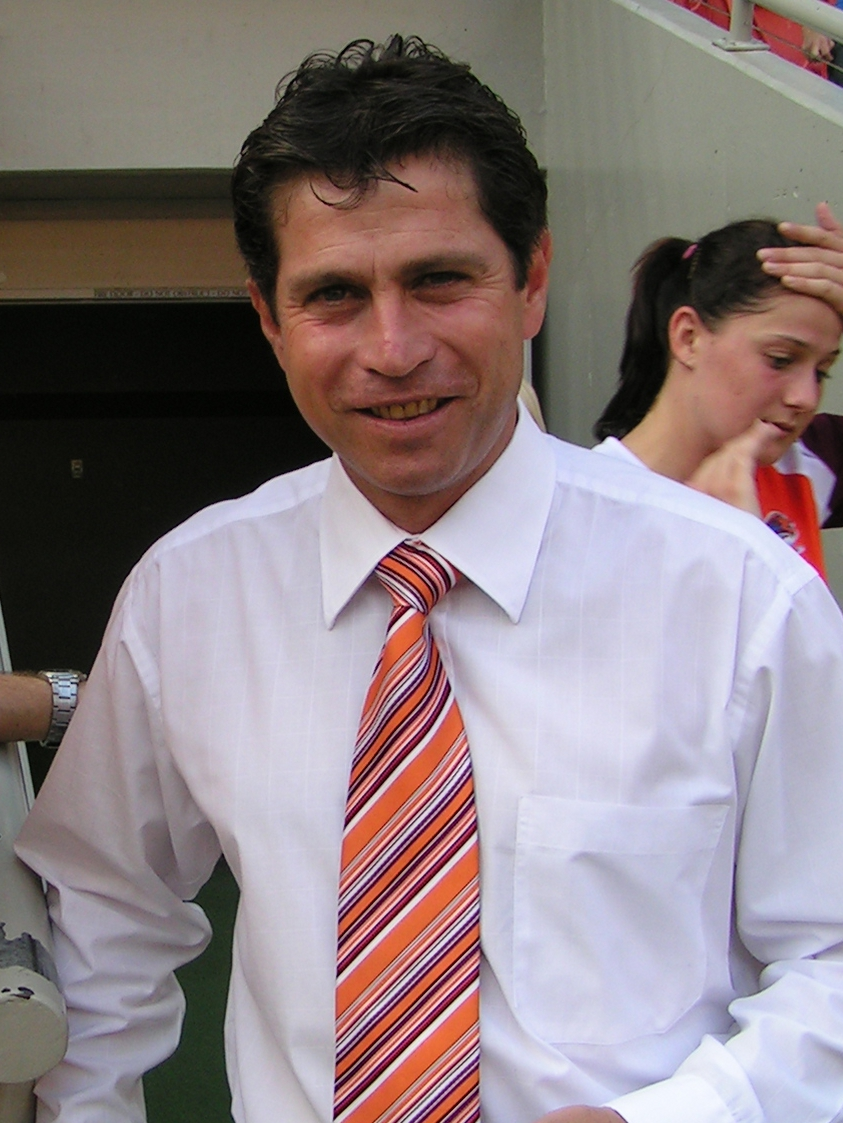
오스트레일리아의 감독 프랭크 퍼리나.

오스트레일리아의 감독 프랭크 퍼리나는 월드컵 예선의 진행 방식에 대해 비판을 하며 새로운 형식의 도입을 주장하였다. FIFA 대변인 케니스 쿠퍼(Keith Cooper)는 퍼리나의 의견에 동의하며, 소규모 팀끼리의 예선전을 도입할 것을 제안하였다. 그러나 오세아니아 축구 연맹의 회장인 바실 스카르셀라(Basil Scarsella)는 오스트레일리아가 브라질과 프랑스와 같은 강팀과 붙을 권리가 있는 것처럼, 약한 팀들도 오스트레일리아와 뉴질랜드와 경기할 권리가 있다고 말하며 반대하였다.
이 경기와 문제가 있다고 지적된 지역 예선 경기의 영향을 일부 받아 2006년 FIFA 월드컵 예선에서는 새로운 형식의 예선전을 도입하게 된다. 또한 오세아니아 지역의 심각한 실력차로 인해 오스트레일리아는 경쟁력을 높이기 위한 차원으로 2006년부터 오세아니아 축구 연맹을 떠나 아시아 축구 연맹으로 소속을 옮기게 된다. 오스트레일리아는 2010년 FIFA 월드컵 예선부터 아시아 지역 예선에 참여하게 된다.
경기 직후, 아메리칸사모아 팀은 낙담하지 않고 함께 포옹하여 관중을 향해 노래를 불렀다. 골키퍼 니키 살라푸는 경기가 재밌었다면서, “뭔가를 배울 수 있었기에 부끄럽지 않았다. 만약 우리 선수들이 모두 있었다면 대여섯 골 밖에 안 났겠지만, 내 최고의 수비수들 없이는 어쩔 수 없었다.”라고 말했다. 토니 랭킬드는 “우리 골키퍼는 아주 멋지게 잘 막아냈다.”라고 칭찬했다. 또한 “FIFA가 우리 팀을 정식으로 승인한 이후, 섬에서 축구에 대한 관심이 커졌다.”라고 덧붙였다. 감독 투노아 루이는 중학교와 고등학교 내에 좋은 축구 선수들이 있고, 5년 이내면 그들도 경쟁력을 가질 것이라고 밝혔다.

## 경기 이후
아메리칸사모아는 통가에게 5-0으로 승리를 헌납하였고, 골 득실차 -57, 승점 0점을 기록하여 조 최하위로 경기를 마쳤다. 오스트레일리아는 피지와 사모아를 상대로 각각 2-0과 11-0으로 승리를 거두면서 조 1위를 달성하였다.
| 순위 | 팀             | 승점 | 경기 | 승 | 무 | 패 | 득 | 실 | 차  |
| ---- | -------------- | ---- | ---- | -- | -- | -- | -- | -- | --- |
| 1    | 오스트레일리아 | 12   | 4    | 4  | 0  | 0  | 66 | 0  | +66 |
| 2    | 피지           | 9    | 4    | 3  | 0  | 1  | 27 | 4  | +23 |
| 3    | 통가           | 6    | 4    | 2  | 0  | 2  | 7  | 30 | -23 |
| 4    | 사모아         | 3    | 4    | 1  | 0  | 3  | 9  | 18 | -9  |
| 5    | 아메리칸사모아 | 0    | 4    | 0  | 0  | 4  | 0  | 57 | -57 |

그 후 오스트레일리아는 2조 우승국인 뉴질랜드를 6-1로 꺾으며 대륙간 플레이오프에 진출하였다. 플레이오프에서 오스트레일리아는 남아메리카 지역 예선에서 5위를 차지한 우루과이와 붙었고, 1-3의 스코어로 패배한다. 이로 인해 오세아니아의 모든 팀이 FIFA 월드컵 진출에 실패하였다.

## 같이 보기
- 《넥스트 골 윈즈》 - 아메리칸사모아 축구 대표팀의 노력을 담은 다큐멘터리 영화.